# Charles Grinstead
Charles Walder Grinstead (1. december 1860 i East Teignmouth, Devon, England - 16. marts 1930 i Nikenbah, Queensland, Australien) var en engelsk tennisspiller som sammen med C.E. Weldon vandt University of Oxfords tennismesterskab i herredouble i 1883. I 1884 overtog All England Club i London universitetets doubleturnering og dets trofæ, og videreførte det som trofæ i Wimbledon-mesterskaberne, og derfor bliver vinderne af Oxfords doubleturnering af nogle også betragtet som Wimbledon-mestre. Karoly Mazak har rangeret ham som nr. 3 i verden i året 1884.
Charles Walder Grinstead var søn af Charles Grinstead, der var præst i Church of England, og hans kone Sarah (født Stanley). Han blev uddannet ved University of Oxford, hvor han blev immatrikuleret i 1879 som medlem af Keble College, og han dimitterede som BA i 1874 som medlem af Charsley's Hall.
Grinstead var en dygtig tennisspiller, som i perioden 1881-84 deltog i mange tennisturneringer. Grinsteads største resultat er formentlig da han nåede all comers-finalen i Wimbledon-mesterskaberne i 1884, hvor han tabte til Herbert Lawford. På vejen til finalen havde han besejret flere af datidens store navne, såsom Ernest Renshaw og Ernest Browne.
I 1883 havde han bl.a. vundet herresingletitlerne i Essex Championships, Sussex County Lawn Tennis Club Spring Tournament, samt turneringerne i Leicester, Leamington, Exmouth og Edgbaston. Derudover nåede han udfordringsrunden i Sussex County Lawn Tennis Tournament, finalen i South of England Championships og kvartfinalen i Wimbledon-mesterskaberne. I double vandt han som nævnt titlen ved University of Oxfords mesterskab sammen med C.E. Weldon.
Året efter nåede han som nævnt all comers-finalen i Wimbledon-mesterskaberne, mens han i South of England Championships nåede semifinalen. Derudover forsvarede han med helt titlen i turneringen i Exmouth, og han vandt også Middlesex Championships og turneringen i Buxton.
Det var meningen af Grinstead skulle være præst i Church of England ligesom sin far, men selvom han havde nydt sine akademiske studier og sport på universitetet, havde han ikke lyst til at blive præst. I stedet emigrerede han i foråret 1885 til Ontario, hvor han tilbragte ni måneder. Derefter flyttede han til USA, hvor han blev beskæftiget inden for handelsvirksomhed. I 1899 købte han 130 acre land i Nez Perce County i Idaho, hvor han blev en fremgangsrig farmer.
Han døde i Nikenbah i Australien i 1930 og er begravet på Polson Cemetery i Hervey Bay.